# Гіперальдостеронізм
Гіперальдостеронізм — патологічний стан, при якому визначається підвищена секреція альдостерону наднирниковими залозами.

## Етіологія
У основі захворювання лежить надмірне виділення альдостерона корою наднирникової залози внаслідок наявності пухлини (первинний гіперальдостеронізм — синдром Кона) або внаслідок порушень ренін-ангіотензинової системи (вторинний гіперальдостеронізм).

### Первинний гіперальдостеронізм
Альдостерома належить до адренокортикальних аденом, тобто є доброякісною пухлиною, проте може зазнавати злоякісної трансформації. В більшості випадків захворюють молоді жінки, описані випадки альдостеронізма у дітей.
Клінічні прояви визначаються дією альдостерона.

## Клінічна картина
При гіперальдостеронізмі характерний гіпокаліємічний алкалоз внаслідок зниження концентрації (гіпокаліємії) калію з внутрішньоклітинною затримкою натрію і (часто) гіпергідратацією кліти, але без периферичних набряків; часто виявляється гіпохлоремія.
Звичайна стійка артеріальна гіпертензія, можливі гіпертонічний криз і зміни очного. Ниркові прояви зводяться до значної (до 10-12 л в добу) поліурії, що не зменшується при обмеженні рідини, ізостенурії. Реакція сечі, як правило, лужна. Буває м'язова слабкість, парестезія, іноді судоми і мляві паралічі.

Добова екскреція альдостерона з сечею (норма 3,2 — 18,9 міліграм) підвищена в 3 — 5 разів, але вміст реніна і катехоламінів в крові низький, що відрізняє альдостеронізм від нефрогенної гіпертонії і феохромоцитоми.